# Ptychadena chrysogaster
Ptychadena chrysogaster es una especie  de anfibios de la familia Ranidae.

## Distribución geográfica
Se encuentra en Burundi, República Democrática del Congo, Ruanda, Tanzania y Uganda.  